# Campeonato Argentino de Rugby 1948
El Campeonato Argentino de Rugby de 1948 fue la cuarta edición del torneo de equipos regionales organizado por la Unión de Rugby del Río de la Plata (actual Unión Argentina de Rugby). Se llevó a cabo en Buenos Aires y Tucumán entre el 4 y 18 de julio de 1948.
La Gira de Oxford-Cambridge de 1948 a la Argentina provocó una serie de cambios en el torneo: pasó a disputarse de septiembre a julio a modo de preparación; dos partidos de cuartos de final (tradicionalmente disputados en el "interior") pasaron a disputarse en Buenos Aires; y la sede de los partidos finales pasó del Estadio G.E.B.A. a las instalaciones del Club Atlético San Isidro.
La Unión de Rugby de Cuyo no pudo presentar su equipo en julio, razón por la cual no disputaron su encuentro de cuartos de final y la Unión Cordobesa de Rugby clasificó directamente a semifinales. La final del torneo fue jugada por los seleccionados de Capital y Provincia por cuarta temporada consecutiva, con el conjunto imponiéndose 20-18 y logrando así su primer título.

## Equipos participantes
Participaron de esta edición ocho equipos: dos seleccionados de la Unión de Rugby del Río de la Plata y seis invitados. 
| Equipo                  | Unión                              |
| ----------------------- | ---------------------------------- |
| Capital                 | Unión de Rugby del Río de la Plata |
| Córdoba                 | Unión Cordobesa de Rugby           |
| Cuyo                    | Unión de Rugby de Cuyo             |
| Estudiantes de Paraná   | Club                               |
| Litoral                 | Unión de Rugby del Litoral         |
| Montevideo Cricket Club | Club                               |
| Norte                   | Unión de Rugby del Norte           |
| Provincia               | Unión de Rugby del Río de la Plata |

Los seis equipos invitados fueron los seleccionados de cuatro uniones provinciales, un club de Entre Ríos y un club de Uruguay.

## Partidos
|  | Cuartos de final     | Cuartos de final     | Cuartos de final     |                      |           | Semifinales | Semifinales | Semifinales |  |           | Final       | Final       | Final       |  |
|  | 4 de julio           | 4 de julio           | 4 de julio           |                      |           | 11 de julio | 11 de julio | 11 de julio |  |           | 18 de julio | 18 de julio | 18 de julio |  |
|  |                      |                      |                      |                      |           |             |             |             |  |           |             |             |             |  |
|  |                      |                      |                      |                      |           |             |             |             |  |           |             |             |             |  |
|  | Norte                | Norte                | 0                    |                      |           |             |             |             |  |           |             |             |             |  |
|  | Norte                | Norte                | 0                    |                      |           |             |             |             |  |           |             |             |             |  |
|  | Provincia            | Provincia            | 33                   |                      |           |             |             |             |  |           |             |             |             |  |
|  | Provincia            | Provincia            | 33                   |                      | Provincia | Provincia   | 55          |             |  |           |             |             |             |  |
|  |                      |                      |                      |                      | Provincia | Provincia   | 55          |             |  |           |             |             |             |  |
|  |                      |                      | Córdoba              | Córdoba              | 0         |             |             |             |  |           |             |             |             |  |
|  | Cuyo                 | Cuyo                 | Córdoba              | Córdoba              | 0         | -           |             |             |  |           |             |             |             |  |
|  | Cuyo                 | Cuyo                 |                      |                      |           |             |             |             |  |           |             |             |             |  |
|  | Córdoba              | Córdoba              | w.o.                 |                      |           |             |             |             |  |           |             |             |             |  |
|  | Córdoba              | Córdoba              | w.o.                 |                      |           |             |             |             |  | Provincia | Provincia   | 18          |             |  |
|  |                      |                      |                      |                      |           |             |             |             |  | Provincia | Provincia   | 18          |             |  |
|  |                      |                      | Capital              | Capital              | 20        |             |             |             |  |           |             |             |             |  |
|  | Capital              | Capital              | Capital              | Capital              | 20        | 58          |             |             |  |           |             |             |             |  |
|  | Capital              | Capital              |                      |                      |           |             |             |             |  |           |             |             |             |  |
|  | Montevideo C.C.      | Montevideo C.C.      | 0                    |                      |           |             |             |             |  |           |             |             |             |  |
|  | Montevideo C.C.      | Montevideo C.C.      | 0                    |                      | Capital   | Capital     | 14          |             |  |           |             |             |             |  |
|  |                      |                      |                      |                      | Capital   | Capital     | 14          |             |  |           |             |             |             |  |
|  |                      |                      | Estudiantes (Paraná) | Estudiantes (Paraná) | 7         |             |             |             |  |           |             |             |             |  |
|  | Estudiantes (Paraná) | Estudiantes (Paraná) | Estudiantes (Paraná) | Estudiantes (Paraná) | 7         | 6           |             |             |  |           |             |             |             |  |
|  | Estudiantes (Paraná) | Estudiantes (Paraná) |                      |                      |           |             |             |             |  |           |             |             |             |  |
|  | Litoral              | Litoral              | 3                    |                      |           |             |             |             |  |           |             |             |             |  |
|  | Litoral              | Litoral              | 3                    |                      |           |             |             |             |  |           |             |             |             |  |
|  |                      |                      |                      |                      |           |             |             |             |  |           |             |             |             |  |

### Cuartos de final
| 4 de julio | Norte | 0 - 33  | Provincia | EUDEF, Tucumán          |                         |
|            |       | Reporte |           | Árbitro(s): J. J. Bonys | Árbitro(s): J. J. Bonys |

| 4 de julio | Cuyo | w.o.    | Córdoba |  |  |
|            |      | Reporte |         |  |  |

| 4 de julio | Capital | 58 - 0  | Montevideo C.C. | Club Atlético San Isidro, San Isidro |                           |
|            |         | Reporte |                 | Árbitro(s): P. L. Sormani            | Árbitro(s): P. L. Sormani |

| 4 de julio | Estudiantes (Paraná) | 6 - 3   | Litoral | Club Atlético San Isidro, San Isidro |                          |
|            |                      | Reporte |         | Árbitro(s): T. H. Blades             | Árbitro(s): T. H. Blades |

### Semifinales
| 11 de julio | Capital | 55 - 0  | Córdoba | Club Atlético San Isidro, San Isidro |                        |
|             |         | Reporte |         | Árbitro(s): O. A. Noon               | Árbitro(s): O. A. Noon |

| 11 de julio | Provincia | 14 - 7  | Estudiantes (Paraná) | Club Atlético San Isidro, San Isidro  |                                       |
|             |           | Reporte |                      | Asistencia: S. N. Oerton espectadores | Asistencia: S. N. Oerton espectadores |

### Final
| 18 de julio | Provincia | 18 - 20 | Capital | Club Atlético San Isidro, San Isidro |                     |
|             |           | Reporte |         | Árbitro(s): J. Knox                  | Árbitro(s): J. Knox |

| Bandera de la Ciudad de Buenos Aires |
| Capital Campeón                      |
| Primer título                        |